# Sury-aux-Bois
Sury-aux-Bois és un municipi francès, situat al departament del Loiret i a la regió de Centre – Vall del Loira. L'any 2007 tenia 697 habitants.

## Demografia

### Població
El 2007 la població de fet de Sury-aux-Bois era de 697 persones. Hi havia 264 famílies, de les quals 54 eren unipersonals (29 homes vivint sols i 25 dones vivint soles), 103 parelles sense fills, 103 parelles amb fills i 4 famílies monoparentals amb fills.
La població ha evolucionat segons el següent gràfic:
Habitants censats

### Habitatges
El 2007 hi havia 398 habitatges, 273 eren l'habitatge principal de la família, 109 eren segones residències i 16 estaven desocupats. 396 eren cases i 2 eren apartaments. Dels 273 habitatges principals, 232 estaven ocupats pels seus propietaris, 37 estaven llogats i ocupats pels llogaters i 4 estaven cedits a títol gratuït; 2 tenien una cambra, 10 en tenien dues, 43 en tenien tres, 79 en tenien quatre i 138 en tenien cinc o més. 208 habitatges disposaven pel capbaix d'una plaça de pàrquing. A 125 habitatges hi havia un automòbil i a 136 n'hi havia dos o més.

### Piràmide de població
La piràmide de població per edats i sexe el 2009 era:
| Homes | Edats   | Dones |
| ----- | ------- | ----- |
| 0     | 95 o +  | 4     |
| 0     | 90 a 94 | 0     |
| 0     | 85 a 89 | 8     |
| 4     | 80 a 84 | 4     |
| 4     | 75 a 79 | 4     |
| 12    | 70 a 74 | 12    |
| 28    | 65 a 69 | 20    |
| 24    | 60 a 64 | 20    |
| 24    | 55 a 59 | 8     |
| 16    | 50 a 54 | 28    |
| 8     | 45 a 49 | 12    |
| 20    | 40 a 44 | 20    |
| 12    | 35 a 39 | 12    |
| 16    | 30 a 34 | 24    |
| 12    | 25 a 29 | 12    |
| 4     | 20 a 24 | 8     |
| 16    | 15 a 19 | 8     |
| 24    | 10 a 14 | 12    |
| 4     | 5 a 9   | 36    |
| 8     | 0 a 4   | 0     |

## Economia
El 2007 la població en edat de treballar era de 406 persones, 303 eren actives i 103 eren inactives. De les 303 persones actives 275 estaven ocupades (147 homes i 128 dones) i 27 estaven aturades (11 homes i 16 dones). De les 103 persones inactives 46 estaven jubilades, 26 estaven estudiant i 31 estaven classificades com a «altres inactius».

### Ingressos
El 2009 a Sury-aux-Bois hi havia 324 unitats fiscals que integraven 835 persones, la mediana anual d'ingressos fiscals per persona era de 19.355 €.

### Activitats econòmiques
Dels 17 establiments que hi havia el 2007, 1 era d'una empresa extractiva, 5 d'empreses de comerç i reparació d'automòbils, 3 d'empreses d'hostatgeria i restauració, 1 d'una empresa d'informació i comunicació, 1 d'una empresa financera, 5 d'empreses de serveis i 1 d'una entitat de l'administració pública.
L'únic servei als particulars que hi havia el 2009 era un restaurant.
L'únic establiment comercial que hi havia el 2009 era una botiga de menys de 120 m².
L'any 2000 a Sury-aux-Bois hi havia 18 explotacions agrícoles que ocupaven un total de 750 hectàrees.

## Equipaments sanitaris i escolars
El 2009 hi havia una escola elemental.

## Poblacions més properes
El següent diagrama mostra les poblacions més properes.